# 莱门
莱门是德国莱茵兰-普法尔茨州的一个市镇。总面积10.24平方公里，总人口1379人，其中男性689人，女性690人（2011年12月31日），人口密度135人/平方公里。